# 丘秀芷
丘秀芷（1940年9月22日—），本名邱淑女，號芥子，是一位出身中壢及臺中的作家。

## 生平

### 早年生活
1940年，丘秀芷出生於新竹州中壢郡。丘逢甲是她的叔公，丘念台則是堂伯父，丘先甲是她的祖父；她的筆名是由丘念台所取。 1942年，她的兄長在中壢被強制徵召入伍為醫護軍夫，並隨部隊前往海南島作戰；後來，他因腿傷落隊，並從此流浪於島上，直至1947年才得知終戰消息並輾轉返回臺灣。
日後，丘秀芷的兄長因替人作保而造成家中房產遭法院查封，並使得全家人隨之陷入貧窮，轉而借住於臺中郊區一處沒有水電供應的茅草屋。少年時期，丘秀芷協助家裡種植各種農作物，並經常和弟弟到溪流釣魚、撿拾田螺、抓泥鰍等，又為飼養豬隻和家禽而在田野間尋找蝸牛並採集番薯藤等葉菜。
農閒時，她的父親和兄長喜歡拉胡琴、敲揚琴、彈中山琴、吹簫，她和弟弟也在一旁觀摩學習。此外，她也經常閱讀堂伯父贈與父親的唐詩、《三國演義》、《如何學官話》、《京戲大觀》、《中東（日本）戰記》及民初教科書等線裝書，以及一些30年代的小說；她經常一邊放養鵝隻，一邊閱讀閒書，或在學校時待在圖書室裡。同時，她經常與家人四處搬遷。
就讀高中時，她領取臺中市政府頒發的清寒獎學金以完成學業，並繼續協助家裡務農，且持續閱讀及背誦唐詩，又向父兄學習樂器演奏。

### 發展寫作
大專聯考甲組放榜後，丘秀芷因三民主義考科分數過低決定重考。隨後，她前往堂姊的學校及二姊的雜貨店幫助打理，也住過二哥在三重的家，最終再度無法考上公立學校。某日，丘秀芷看到中華合唱團在招收團員，且團長是建國中學教師張世傑，於是決定應試並隨後考取，後隨合唱團前往高雄、臺南、金門、烏坵等地表演。又某日，丘秀芷看到中國文藝函授學校在招收學員且免收學費，於是前往位在中山北路的救國團報名，並從此展開寫作生涯。1962年，丘秀芷開始寫作，且因投稿順利獲得豐厚稿費，因而在次年再度報考大專聯考乙組，並於隨後考上世界新聞專科學校。
就讀世界新聞專科學校期間，丘秀芷接受大量新聞寫作訓練，同時在課餘參加合唱團，並與友人組成樂友合唱團。

### 職業生涯
畢業後，丘秀芷憑著她的作品前往臺灣省立豐原高級中學及臺中縣立豐原國民中學擔任教職多年，復於其間結婚生子。
離職後，丘秀芷在中和購買預售屋並遭官商聯手欺壓且幾乎失去房產，於是自行翻閱六法全書並撰寫訴狀，自力在訴訟中爭回權益，並成為同社區其他住戶的判例。
1978年，丘秀芷售出該戶位在南勢角的公寓四樓套房，並在永和買下一戶底樓較大的公寓套房；隨後，她陸續在那裏飼養過許多小型寵物，並將其心得寫成報紙專欄「我的動物朋友」。當時，她的母親也因須往返臺北榮總看診而暫居該處，並經常告訴她各種家族故事。
此後，丘秀芷因獲得獎項被延攬入政府單位任職；當時，她曾負責編輯書籍、撰寫文稿，又負責與藝文界接洽互動，且因接觸佛教、基督教、天主教、身心障礙者等團體使其寫作素材更加豐富。

## 家庭
丘秀芷的丈夫是符兆祥。

## 外部連結
- 丘秀芷 - 臺中文學館-文學專區-臺中作家小傳 - 臺中市政府（页面存档备份，存于）
- 丘秀芷【中國婦女寫作協會理事長】－臺中觀光旅遊網Taichung Tourism（页面存档备份，存于）
- 丘秀芷 - 台灣文學網（页面存档备份，存于）
- 丘秀芷 - 歡迎蒞臨九歌文學網（页面存档备份，存于）
- 作家詳目式查詢結果 - 當代客家文學史料系統（页面存档备份，存于）